# 新金瓶梅 (电影)
《新金瓶梅3D》，2013年發行的中國靜態電影，為一系列寫真組圖，主演龚玥菲。改编自明朝兰陵笑笑生《金瓶梅》、施耐庵《水浒传》。

## 演出
- 龚玥菲出演潘金莲

## 制作
该片由《铜雀台》的原班人马打造。
为了给该片造势，龚玥菲身着汉服在雪地行走，大秀事业线吸引关注。
该片概念版海报在2012年12月31日发布。
对于该片的尺度问题，龚玥菲对记者说：“我们本着尺度上还是尊重原著的前提，尺度上会开一些，但是还是按照内地现有相关规定下拍摄，不会超越底线的。”